# Pricklav
Pricklav (Arthonia punctiformis) är en lavart som beskrevs av Ach. Pricklav ingår i släktet Arthonia och familjen Arthoniaceae.  Arten är reproducerande i Sverige. Inga underarter finns listade i Catalogue of Life.